# Station Pleyber-Christ
Station Pleyber-Christ is een spoorweghalte in de Franse gemeente Pleyber-Christ.
Zij wordt bediend door treinen van het netwerk TER Bretagne op het traject Brest - Morlaix.